# Panorama circulaire
Pour plus de détails, voir Fiche technique et Distribution.
Panorama circulaire est un film de Georges Méliès sorti en 1900 au début du cinéma muet.